# Gunnar Gunnarson
Gunnar Gunnarson, född 1918, död 2002, var en svensk marxistisk författare, historiker och publicist.  

## Biografi
Gunnarson föddes i ett arbetarhem och studerade filosofi, litteraturhistoria och historia vid Stockholms högskola. Han började engagera sig politiskt kring solidaritetsarbetet under spanska inbördeskriget, och hans antifascistiska engagemang ledde honom in i Sveriges kommunistiska parti (SKP) under sent 1930-tal. Bland annat var Gunnarson kulturredaktör för SKP:s tidning Folkviljan, och vid andra världskrigets slut var han med och grundade tidskriften Konst och kultur. Han introducerade ett flertal tyskspråkiga författare och intellektuella för en svensk publik, däribland Georg Lukács och Karl Kraus. 
Gunnarson lämnade SKP 1950, och kom senare att bli chefredaktör på det till Socialdemokraterna anknutna Tidens förlag. Han blev dock besviken över hur socialdemokratin och förlaget förvaltade arbetarrörelsens arv, och efter att hans sista bok Fascism och klassherravälde utkommit 1983 bröts samarbetet.